# 員山子
員山子，原寫為員山仔，是台灣新北市中和區的一個地名，位於該區最西端。以行政區而言，其範圍大致包括壽德里、明德里、清穗里、自強里、國華里、國光里、民生里、德穗里、明穗里東南角除外的南大半部、民安里西南角、嘉穗里西北角。

## 歷史
台灣清治末期至日治前期，員山子是名為「員山仔庄」的街庄，隸屬於擺接堡。該庄西北與後埔庄為鄰，東北與外員山庄為鄰，東與四十張庄為鄰，南邊為廷藔坑庄，西南邊為四汴頭庄。
1920年 (日治大正九年)，該庄改制為「員山子」大字，隸屬於臺北州海山郡中和庄。戰後中和庄改制為中和鄉，隸屬於臺北縣，員山子與四十張、外員山合併劃為「積穗村」。1958年，中和、永和分治時，員山子地區仍屬中和鄉。1978年，中和鄉改制為中和市，村改制為里。2010年，臺北縣改制為新北市，中和市改制為中和區。由於人口增加，如今已細分為多個里。

## 交通
市道106號大致以西北－東南走向經過員山子地區最北端，往東南經秀朗橋可前往新店區、文山區、深坑、平溪及瑞芳等地，往西北可前往板橋、新莊、泰山、林口等地。
台北捷運萬大線未來將行經此地並設有莒光站及一座捷運機廠 (金城機廠)，預計於 2025 年完工。

## 學校
- 新北市立自強國民小學（页面存档备份，存于）
- 新北市立自強國民中學

## 公園
- 民德公園